# Lista de campeões mundiais de duplas da AEW
O AEW World Tag Team Championship (em português: Campeonato Mundial de Duplas da AEW) é um título mundial de duplas de luta livre profissional criado e promovido pela promoção americana All Elite Wrestling (AEW). É um campeonato padrão de duplas, sendo disputado por equipes de dois lutadores. Estabelecido em 30 de outubro de 2019, os campeões inaugurais foram o SoCal Uncensored (Frankie Kazarian e Scorpio Sky).

Atuais campeões, The Hurt Syndicate (Bobby Lashley e Shelton Benjamin).

Até 18 de julho de 2025, houve 16 reinados entre 13 equipes compostas por 26 campeões individuais e uma ocasião em que o título ficou vago. The Young Bucks (Matt/Matthew Jackson e Nick/Nicholas Jackson) têm o maior número de reinados, com três, tanto como equipe quanto individualmente. Os Young Bucks também são os campeões com o reinado mais longo, com o primeiro reinado durando 302 dias, e têm o reinado combinado mais longo, com 522 dias. Sting e Darby Allin têm o reinado mais curto, com 25 dias, já que deixaram o título vago devido à aposentadoria de Sting. Sting também é o campeão mais velho, com 64 anos, enquanto Jungle Boy é o mais jovem, com 24.
The Hurt Syndicate (Bobby Lashley e Shelton Benjamin) são os campeões atuais em seu primeiro reinado, tanto como equipe quanto individualmente. Eles derrotaram o Private Party (Isiah Kassidy e Marq Quen) no episódio de 22 de janeiro de 2025 do Dynamite em Knoxville, Tennessee.

## Reinados
| Nº          | Ordem de reinados na história                    |
| Reinado     | O número de reinados de cada lutador             |
| Localização | A cidade em que o título foi conquistado.        |
| Evento      | O evento em que o título foi conquistado.        |
| —           | Usados para o tempo em que o título estava vago. |
| +           | Indica o reinado atual.                          |

| Nº                        | Campeões                                              | Mudança de campeão     | Mudança de campeão                                                     | Mudança de campeão             | Estatísticas do reinado | Estatísticas do reinado | Notas | Ref.   |
| Nº                        | Campeões                                              | Data                   | Evento                                                                 | Local                          | Reinado                 | Dias                    | Notas | Ref.   |
| ------------------------- | ----------------------------------------------------- | ---------------------- | ---------------------------------------------------------------------- | ------------------------------ | ----------------------- | ----------------------- | --- | ------ |
| All Elite Wrestling (AEW) |                                                       |                        |                                                                        |                                |                         |                         | |        |
| 1                         | SoCal Uncensored (Frankie Kazarian e Scorpio Sky)     | 30 de outubro de 2019  | Dynamite                                                               | Charleston, Virgínia Ocidental | 1                       | 83                      | Derrotaram The Lucha Brothers (Pentagón Jr. e Rey Fénix) em uma final de torneio para se tornarem os campeões inaugurais.                                                                                                 | [ 2 ]  |
| 2                         | Kenny Omega e "Hangman" Adam Page                     | 21 de janeiro de 2020  | Chris Jericho's Rock 'N' Wrestling Rager at Sea Part Deux: Second Wave | Nassau, Bahamas                | 1                       | 228                     | Aconteceu a bordo do Norwegian Pearl. Gravado e exibido como parte do episódio de 22 de janeiro do Dynamite. | [ 3 ]  |
| 3                         | FTR (Dax Harwood e Cash Wheeler)                      | 5 de setembro de 2020  | All Out                                                                | Jacksonville, Flórida          | 1                       | 63                      | | [ 4 ]  |
| 4                         | The Young Bucks (Matt Jackson e Nick Jackson)         | 7 de novembro de 2020  | Full Gear                                                              | Jacksonville, Flórida          | 1                       | 302                     | Esta foi uma luta Last Chance onde, se os Young Bucks tivessem perdido, eles nunca seriam capazes de disputar os títulos novamente. Além disso, o gerente dos FTR, Tully Blanchard, foi impedido de entrar no ringue.     | [ 5 ]  |
| 5                         | The Lucha Brothers (Penta El Zero Miedo e Rey Fénix)  | 5 de setembro de 2021  | All Out                                                                | Hoffman Estates, Illinois      | 1                       | 122                     | Esta foi uma luta Steel Cage. | [ 6 ]  |
| 6                         | Jurassic Express (Jungle Boy e Luchasaurus)           | 5 de janeiro de 2022   | Dynamite                                                               | Newark, Nova Jersey            | 1                       | 161                     | | [ 7 ]  |
| 7                         | The Young Bucks (Matt Jackson e Nick Jackson)         | 15 de junho de 2022    | Dynamite: Road Rager                                                   | St. Louis, Missouri            | 2                       | 28                      | Esta foi uma luta de escadas. | [ 8 ]  |
| 8                         | Swerve In Our Glory (Keith Lee e Swerve Strickland)   | 13 de julho de 2022    | Dynamite: Fyter Fest                                                   | Savannah, Geórgia              | 1                       | 70                      | Foi uma luta Triple or Nothing, envolvendo também o Team Taz (Powerhouse Hobbs e Ricky Starks). | [ 9 ]  |
| 9                         | The Acclaimed (Anthony Bowens e Max Caster)           | 21 de setembro de 2022 | Dynamite: Grand Slam                                                   | Flushing, Nova Iorque          | 1                       | 140                     | | [ 10 ] |
| 10                        | The Gunns (Austin Gunn e Colten Gunn)                 | 8 de fevereiro de 2023 | Dynamite: Championship Fight Night                                     | El Paso, Texas                 | 1                       | 56                      | | [ 11 ] |
| 11                        | FTR (Dax Harwood e Cash Wheeler)                      | 5 de abril de 2023     | Dynamite                                                               | Elmont, Nova Iorque            | 2                       | 185                     | Esta foi uma luta Título vs. Carreira. | [ 12 ] |
| 12                        | Ricky Starks e Big Bill                               | 7 de outubro de 2023   | Collision                                                              | Salt Lake City, Utah           | 1                       | 123                     | | [ 13 ] |
| 13                        | Sting e Darby Allin                                   | 7 de fevereiro de 2024 | Dynamite                                                               | Phoenix, Arizona               | 1                       | 25                      | Esta foi uma luta de duplas tornado. | [ 14 ] |
| —                         | Vago                                                  | 3 de março de 2024     | Revolution                                                             | Greensboro, Carolina do Norte  | —                       | —                       | Após a luta de aposentadoria de Sting no evento, ele e Darby Allin renunciaram ao título. | [ 15 ] |
| 14                        | The Young Bucks (Matt Jackson e Nick Jackson)         | 21 de abril de 2024    | Dynasty                                                                | St. Louis, Missouri            | 3                       | 192                     | Derrotaram o FTR (Dax Harwood e Cash Wheeler) em uma luta de escadas, que foi a final de um torneio para o título vago. Individualmente, Matthew e Nicholas foram anteriormente chamados de Matt e Nick, respectivamente. | [ 16 ] |
| 15                        | Private Party (Isiah Kassidy e Marq Quen)             | 30 de outubro de 2024  | Fright Night Dynamite                                                  | Cleveland, Ohio                | 1                       | 84                      | Se o Private Party tivesse perdido, eles teriam que se dissolver como uma equipe. | [ 17 ] |
| 16                        | The Hurt Syndicate (Bobby Lashley e Shelton Benjamin) | 21 de abril de 2024    | Dynamite                                                               | Knoxville, Tennessee           | 1                       | 177+                    | | [ 1 ]  |

## Reinados combinados

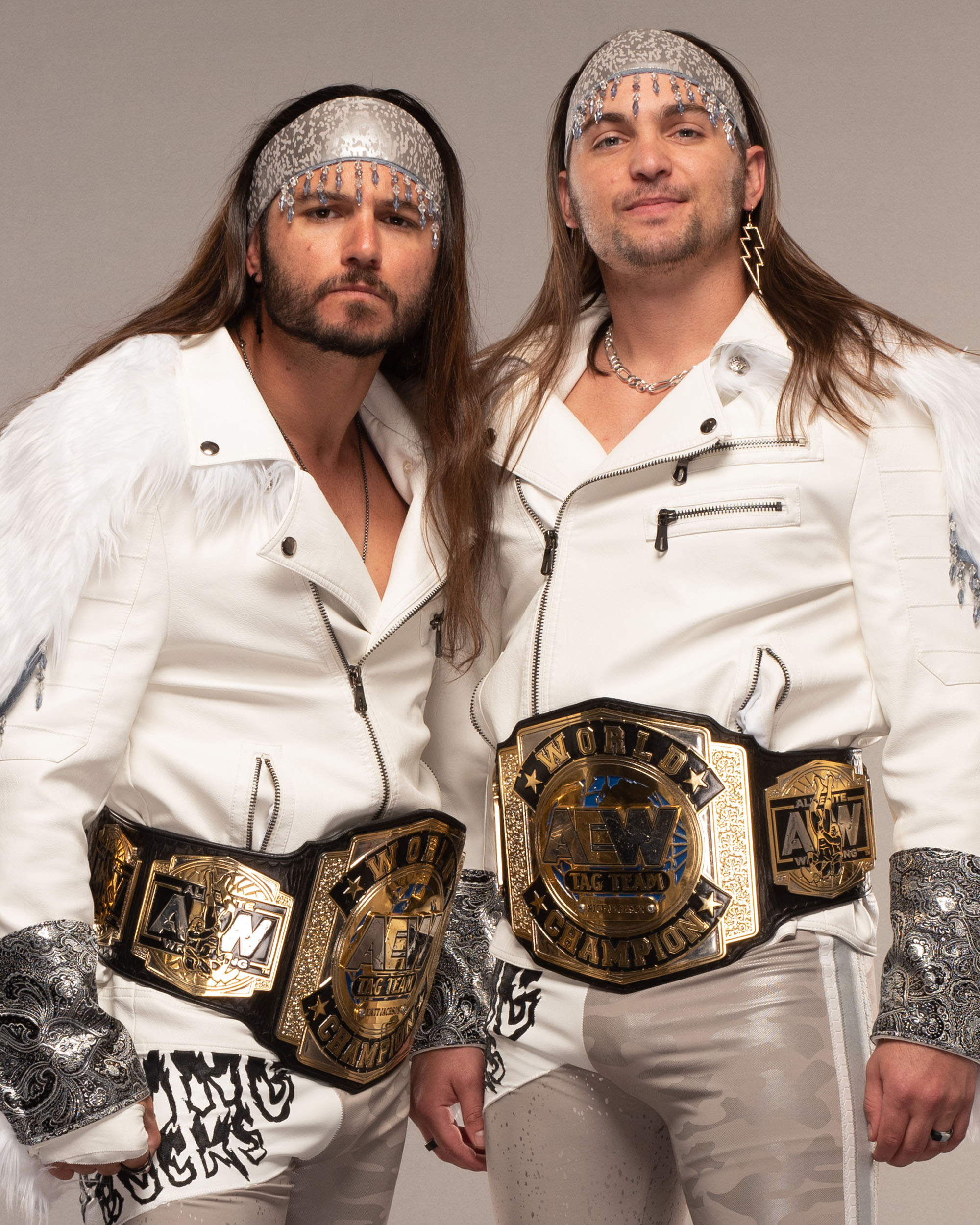
Os Young Bucks (Matt e Nick Jackson), possuem o reinado mais longo da história do título com 302 dias (1º reinado).

Em 18 de julho de 2025.
| † | Indica o atual campeão |

### Por equipe
| Pos. | Campeões                                                | Nº de reinados | Dias combinados |
| ---- | ------------------------------------------------------- | -------------- | --------------- |
| 1    | The Young Bucks (Matt Jackson e Nick Jackson)           | 3              | 522             |
| 2    | FTR (Dax Harwood e Cash Wheeler)                        | 2              | 248             |
| 3    | Kenny Omega e "Hangman" Adam Page                       | 1              | 228             |
| 4    | The Hurt Syndicate † (Bobby Lashley e Shelton Benjamin) | 1              | 177+            |
| 5    | Jurassic Express (Jungle Boy e Luchasaurus)             | 1              | 161             |
| 6    | The Acclaimed (Anthony Bowens e Max Caster)             | 1              | 140             |
| 7    | Ricky Starks e Big Bill                                 | 1              | 123             |
| 8    | The Lucha Brothers (Penta El Zero Miedo e Rey Fénix)    | 1              | 122             |
| 9    | Private Party (Isiah Kassidy e Marq Quen)               | 1              | 84              |
| 10   | SoCal Uncensored (Frankie Kazarian e Scorpio Sky)       | 1              | 83              |
| 11   | Swerve in Our Glory (Keith Lee e Swerve Strickland)     | 1              | 70              |
| 12   | The Gunns (Austin Gunn e Colten Gunn)                   | 1              | 56              |
| 13   | Sting e Darby Allin                                     | 1              | 25              |

### Por lutador
| Nº | Campeões            | Reinado(s) | Dias combinados |
| -- | ------------------- | ---------- | --------------- |
| 1  | Matt Jackson        | 1          | 522             |
| 1  | Nick Jackson        | 1          | 522             |
| 3  | Cash Wheeler        | 1          | 248             |
| 3  | Dax Harwood         | 1          | 248             |
| 5  | Kenny Omega         | 1          | 228             |
| 5  | "Hangman" Adam Page | 1          | 228             |
| 7  | Bobby Lashley †     | 1          | 177+            |
| 7  | Shelton Benjamin †  | 1          | 177+            |
| 9  | Jungle Boy          | 1          | 161             |
| 9  | Luchasaurus         | 1          | 161             |
| 11 | Anthony Bowens      | 1          | 140             |
| 11 | Max Caster          | 1          | 140             |
| 13 | Big Bill            | 1          | 123             |
| 13 | Ricky Starks        | 1          | 123             |
| 15 | Penta El Zero Miedo | 1          | 122             |
| 15 | Rey Fénix           | 1          | 122             |
| 17 | Isiah Kassidy       | 1          | 84              |
| 17 | Marq Quen           | 1          | 84              |
| 19 | Frankie Kazarian    | 1          | 83              |
| 19 | Scorpio Sky         | 1          | 83              |
| 21 | Keith Lee           | 1          | 70              |
| 21 | Swerve Strickland   | 1          | 70              |
| 23 | Austin Gunn         | 1          | 56              |
| 23 | Colten Gunn         | 1          | 56              |
| 25 | Darby Allin         | 1          | 25              |
| 25 | Sting               | 1          | 25              |